# Station Ostrowite koło Jabłonowa
Station Ostrowite koło Jabłonowa is een spoorwegstation in de Poolse plaats Ostrowite.